# Marolo
Marolo fue arzobispo de Milán desde 408 a 423. Es venerado como santo por la iglesia católica, cuya festividad se celebra el 23 de abril.

## Biografía
Según los escritos de Enodio de Pavía, obispo de Pavia en el siglo VI, Marolo nació en los arenales del Tigris en Mesopotamia. Probablemente debido a las persecuciones de Sapor II, Marolo se trasladó en 380 a Siria donde creció. Más tarde se trasladaría a Roma, donde hizo amistad con el papa Inocencio I, y finalmente a Milán, donde fue nombrado obispo en 408.
Marolo fue obispo de Milán durante la invasión de Italia de los Visigodos y ayudó a las víctimas de la invasión. Probablemente llevó desde Antioquía a Milán las reliquias de los santos Babilas y Román de Antioquía, y fundó una iglesia en Milán conocida como la Basílica Concilia Sanctorum o iglesia de San Romano, hoy cercana a la actual de la iglesia de San Babila. 
Marolo murió el 23 de abril de 423, y fue enterrado en la Iglesia de San Nazario y Celso en Milán.